# Nancy Astor
Nancy Witcher Langhorne, vizcondesa Astor, CH (Danville, Virginia, 19 de mayo de 1879-Lincolnshire, Inglaterra, 2 de mayo de 1964) fue una política británica de origen estadounidense. El 1 de diciembre de 1919 se convirtió en la primera mujer que ocupó un escaño en la Cámara de los Comunes del Parlamento Británico. Fue diputada por Plymouth Sutton por el Partido Conservador y se centró en promover medidas a favor de los niños y la igualdad entre hombres y mujeres. Accedió al parlamento después de que su segundo marido, Waldorf Astor, 2.º Vizconde Astor dejara su escaño por Plymouth y esta decidiera disputar la vacante. Su candidatura fue la más votada y mantuvo su escaño durante veintiséis años con siete victorias consecutivas. Astor no fue sin embargo la primera mujer elegida para la Cámara de los Comunes ya que un año antes la feminista y sufragista Constance Markiewicz, en diciembre de 1918, se presentó por el Sinn Féin a las elecciones y fue elegida, pero siguiendo la política abstencionista del Sinn Féin nunca llegó a ocupar su asiento. Además Markiewicz se encontraba en prisión junto a otras compañeras sufragistas cuando fue elegida.

## Biografía
Nancy Astor nació como Nancy Witcher Langhorne en Danville, en  Estados Unidos. Su padre era Chiswell Dabney Langhorne y su madre Nancy Witcher Keene. Los primeros negocios de su padre habían dependido en parte de mano de obra esclava, por lo que sus ingresos resultaron muy perjudicados con la abolición de la esclavitud tras la guerra de Secesión Americana, provocando que la familia Langhorne viviera en una situación muy precaria durante varios años antes de que naciera Nancy. Después de su nacimiento, su padre comenzó a trabajar para recuperar la riqueza familiar, primero como subastador y posteriormente en el ferrocarril, utilizando algunos antiguos contactos. Cuando Nancy tenía 13 años la familia Langhorne había conseguido recuperar gran parte de su fortuna y vivía en una mansión próspera. Posteriormente Chiswell Langhorne se trasladó con su familia a una gran propiedad, conocida como “Mirador”, en Albemarle County, Virginia.
Nancy Langhorne tuvo cuatro hermanas y tres hermanos. Su hermana Irene se casó con el artista Charles Dana Gibson y se convirtió en el modelo de la “chica Gibson”. Nancy e Irene fueron a una escuela en Nueva York, donde Nancy conoció y se casó a los 18 años con su primer marido, Robert Gould Shaw II, un primo del coronel Robert Gould Shaw que dirigía el 54.º Regimiento de Infantería de Voluntarios de Massachusetts.
Su primer matrimonio duró apenas cuatro años con constantes disputas. Tuvieron un hijo, Robert Gould Shaw III.  Se divorciaron en 1903. La madre de Nancy murió y ella regresó al “Mirador” para intentar encargarse de la propiedad, pero no tuvo éxito. En 1904 emprendió un viaje por Inglaterra, enamorándose del país durante su estancia. Su padre le sugirió entonces que se trasladara a Inglaterra de manera permanente, su hermana pequeña Phyllis, la acompañaría. Nancy, su hijo Robert y su hermana Phyllis se trasladaron a Inglaterra en 1905.

### Vida en Inglaterra

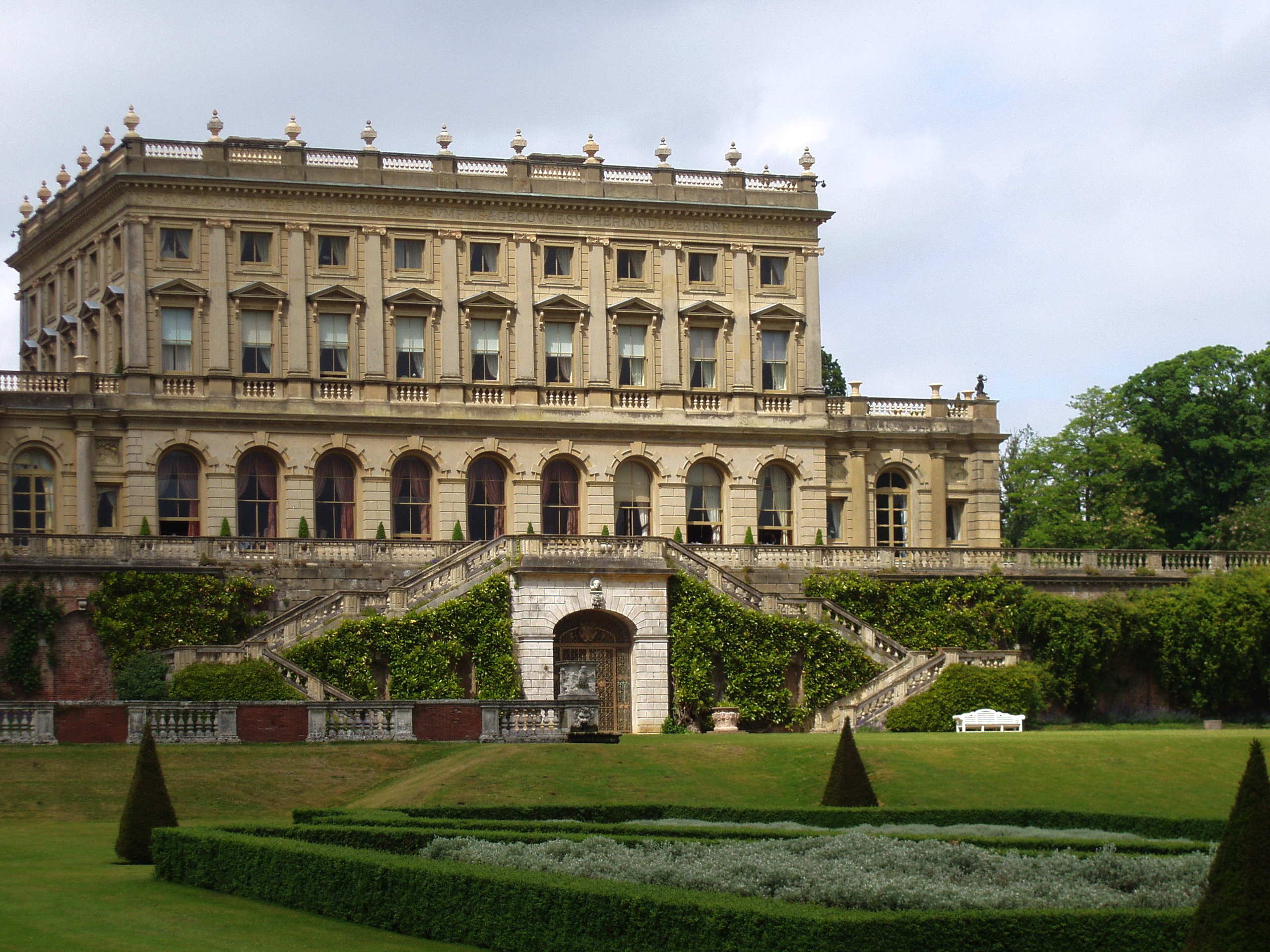
Una foto contemporánea de “Cliveden”, la casa de campo de Nancy Astor, que sirvió como hospital durante las dos Guerras Mundiales.

En su primer viaje a Inglaterra Nancy su tendencia extrovertida y su buena conversación, combinada con una conducta cortés y puritana resultaba agradable para los conservadores interesados en conversar con una americana simpática y vivaz, pero que al mismo tiempo se atenía a las reglas de la moral. Durante esta época Nancy comenzó ya a mostrar su capacidad de ganarse a sus críticos. En una ocasión una mujer inglesa le preguntó: "¿Ha venido usted a llevarse a nuestros maridos?" Su respuesta fue: "Si supiera usted los problemas que he tenido para librarme del mío…", encandilando a los oyentes y manifestando un ingenio que posteriormente la haría famosa.
En 1906 se casó con el que fue su segundo marido, Waldorf Astor, también nacido en Estados Unidos, pero criado desde los 12 años en Inglaterra. El padre de Waldorf Astor, William Waldorf, Vizconde Astor se había trasladado con su familia a Inglaterra y había educado a sus hijos como aristócratas ingleses. Nancy y Waldorf Astor congeniaron desde el principio. Ambos eran “expatriados” americanos con temperamentos similares, tenían la misma edad e incluso habían nacido el mismo día. Waldorf compartía algo de la actitud moralista de Nancy y decidieron formalizar su relación mediante el matrimonio.
Después de la boda, Nancy se trasladó a Cliveden, una lujosa propiedad en Buckinghamshire, junto al río Támesis, y  empezó a ejercer como destacada anfitriona de la élite social inglesa. Los Astor también poseían una gran mansión en Londres, en el n.º 4 de St. James Square, donde actualmente se encuentra el Club Naval & Militar. A través de sus muchas conexiones sociales, Lady Astor comenzó a participar en círculo político informal llamado Milner's Kindergarten. Considerado liberal en su época, el grupo defendía la unidad e igualdad entre los anglófonos y la defensa del imperialismo británico.

### Cristianismo científico
El significado político de Milner's Kindergarten fue limitado, pero fue muy importante a nivel personal para Lady Astor. A través del grupo conoció a su amigo Philip Kerr, el marqués de Lothian, una de las relaciones más importantes de su vida. Los dos se conocieron poco después de que Kerr hubiera sufrido una crisis espiritual respecto a su catolicismo. Los dos se encontraban buscando estabilidad espiritual y en su búsqueda encontraron el cristianismo científico, al que ambos se convirtieron. Las creencias de Astor y sus actividades como cristiana científica se convirtieron en uno de los elementos más consistentes de su vida.
La conversión de Astor fue gradual e influenciada por varios factores. Su hermana Phyllis (que nunca se convirtió al cristianismo científico) le había dado el libro Ciencia y Salud de Mary Baker Eddy porque creía que Nancy podía encontrarlo interesante. Al principio Lady Astor lo leyó con poco interés, pero tras una período de enfermedad y tras una intervención quirúrgica, decidió que esos sucesos no habían sido por la voluntad de Dios. En el pasado muchas de sus enfermedades habían sido psicosomáticas, así que la idea de que la enfermedad era un estado mental le resultaba creíble y abrazó el sistema de creencias del cristianismo científico. Al mismo tiempo, su anterior amigo y mentor espiritual, el Archidiácono Frederick Neve, desaprobó su conversión y su relación se enfrió.
La conversión de Philip Kerr se produjo después de que hubiera experimentado con religiones orientales, pero posteriormente se convirtió en el consejero espiritual de Astor. Con el tiempo, su amargo rechazo del catolicismo también influyó en Lady Astor, intensificando sus opiniones en esa dirección. También afectó a su amistad con Hillaire Belloc, que era católico, debido al rechazo de Belloc a la riqueza y al esfuerzo de Astor por tratar de convertir a sus hijas al cristianismo científico. La ruptura de esa amistad la alejó todavía más del catolicismo. La devoción de Lady Astor al cristianismo científico era más intenso que ortodoxo, y en ocasiones rechazó a algunos compañeros por estar en desacuerdo con ella. Estaba profundamente dedicada a su propia interpretación de la fe y la defendía casi con fanatismo. Muchas cartas de esta época mencionan sus opiniones sobre el cristianismo científico y también hay cartas en las que otras personas bromean con sus esfuerzos por convertirlos a sus creencias.
Durante la Primera Guerra Mundial, la mansión de Cliveden fue convertida en un hospital para soldados canadienses. Aunque Astor, como cristiana científica no creía en el uso de la práctica médica, tuvo buena relación con los médicos militares, especialmente con un cirujano llamado Coronel Mewburn. Ella justificaba su posición ayudando a quienes necesitaban ayuda no médica. Sus esfuerzos construyeron la imagen pública de Lady Astor como amiga de los soldados, y le resultó útil cuando se presentó a las elecciones. Por otro lado los ataques de gas venenoso y la muerte de algunos de sus amigos le hicieron posicionar en contra de la guerra.

### Primera campaña al Parlamento
Nancy Astor llegó al parlamento a raíz de que su segundo marido, Waldorf Astor, 2.º Vizconde Astor dejara su escaño por Plymouth en la Cámara de los Comunes y esta decidiera disputar la vacante. Waldorf Astor había disfrutado de una prometedora carrera en la Cámara de los Comunes antes del estallido de la Primera Guerra Mundial, pero al suceder a su padre como segundo Vizconde Astor se convirtió automáticamente en miembro de la Cámara de los Lores y tuvo que renunciar a su escaño en la Cámara de los Comunes. 
Astor tuvo varias desventajas en su primera campaña. Una de ella fue su falta de conexiones con el movimiento sufragista británico. La primera mujer elegida en la Cámara de los Comunes, Constance Markiewicz dijo que Lady Astor “pertenecía a las clases altas, desconectadas de la realidad”. En realidad fue la condesa Markiewicz la primera mujer en ser elegida como diputada, en diciembre de 1918 pero no llegó a ocupar su escaño por su apoyo al nacionalismo irlandés y por haber sido detenida junto a otras sufragistas por causar disturbios; Astor no tenía ese trasfondo. Más negativo para su campaña fue la posición contraria al consumo de alcohol de Lady Astor y su ignorancia sobre las cuestiones políticas de la época. Como elementos a favor Lady Astor contaba con el reconocimiento a su ayuda a los soldados canadienses, sus obras caritativas durante la guerra, sus grandes recursos financieros y su capacidad de improvisación que le resultó especialmente útil. En una ocasión un hombre le preguntó qué habían hecho los Astor por él y ella le respondió: "Ya lo sabes, Charlie" y después se sacó una foto con él. Este estilo informal divertía a la opinión pública británica y la hacía destacar. Reunió apoyos en el gobierno, fue lo bastante pragmática como para moderar sus ideas contra el alcohol y frecuentó las reuniones de mujeres para conseguir votos. Las elecciones se celebraron el 28 de noviembre de 1919 y ocupó su escaño en la Cámara de los Comunes el 1 de diciembre por el Partido Conservador (también conocidos como “Tories”).

### Primeros años como diputada

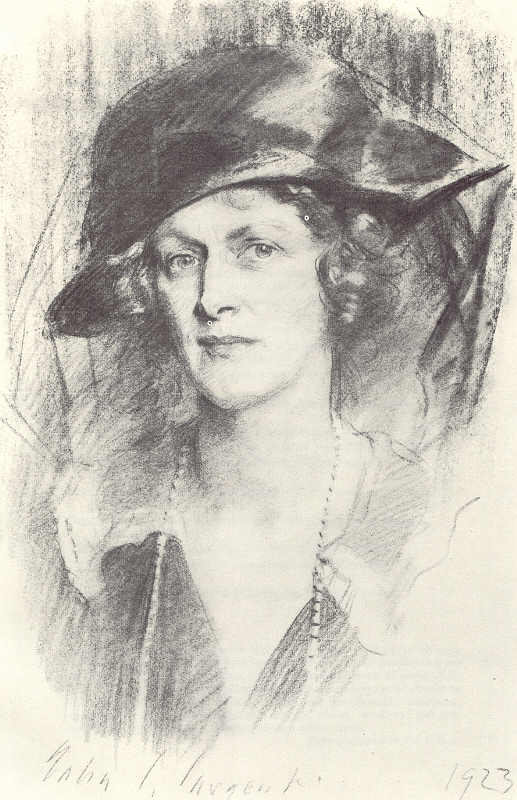
Retrato de la Vizcondesa Nancy Astor, por John Singer Sargent, 1923

La carrera parlamentaria de Lady Astor fue la época más pública de su vida y más controvertida. Su presencia atrajo casi de inmediato la atención por ser la primera mujer diputada y además por no seguir las reglas convencionales. En su primer día en la Cámara de los Comunes fue llamada al orden por charlar con un compañero, sin darse cuenta de que era ella quien estaba causando la interrupción de la sesión. Intentó minimizar la expectación que causaba cuidando la discreción de su vestuario y evitando las cafeterías y fumaderos frecuentados por los hombres.

En los comienzos de su carrera en la Cámara de los Comunes se enfrentó a la especial hostilidad de un miembro del Parlamento llamado Horatio Bottomley, quien consideraba a Lady Astor un obstáculo para su deseo de dominar la imagen de “amigo de los soldados”. Bottomley intentó aprovechar las primeras controversias y debates importantes en los que participó, principalmente la oposición de Lady Astor a la reforma del divorcio y su esfuerzo por mantener las restricciones al alcohol durante la duración de la guerra. La llamó hipócrita en su periódico, afirmando que la reforma de divorcio a la que Lady Astor se oponía impedía a las mujeres tener el mismo tipo de divorcio que ella había tenido en los Estados Unidos. Sin embargo, una crisis presupuestaria y su tono agresivo actuaron en contra del diputado Bottomely que fue a prisión por fraude, un hecho del que Lady Astor se aprovechó en campañas posteriores.

Entre las primeras amistades políticas de Lady Astor estaban las primeras mujeres que llegaron al Parlamento incluidas diputadas de otros partidos. Una de ellas fue Ellen Wintringham elegida dos años después que Lady Astor. También hizo amistad con Ellen Wilkinson, una antigua representante comunista del Partido Laborista. Posteriormente Lady Astor propuso la creación de un “Partido de las Mujeres” que no fue secundada por las mujeres  del Partido Laborista en aquellos momentos en el poder. Lady Astor aceptó su decisión, pero con el tiempo fue alejándose de las parlamentarias laboristas convirtiéndose en 1931 en una adversaria hostil, especialmente de  Susan Lawrence.
Los logros de Lady Astor en la Cámara de los Comunes fueron relativamente menores. Nunca ocupó una posición con demasiada influencia. De hecho, Katharine Stewart-Murray, Duquesa de Atholl (elegida diputada cuatro años después, en 1923) alcanzó posiciones más relevantes en el Partido Tory antes que Lady Astor, algo que la propia Astor prefería ya que consideraba que de lo contrario tendría menos libertad para criticar su gobierno. Un logro destacado para Astor en la Cámara de los Comunes fue la aprobación de una ley para incrementar la edad legal para beber alcohol hasta los 18 años sin consentimiento paterno que apoyó.
Durante este período Lady Astor más allá de su papel en el Parlamento destacó en su apoyo para la creación de centros de cuidado infantiles. Se unió a esta causa a través de la socialista cristiana Margaret McMillan pionera en la creación de parvularios. Astor utilizó su riqueza para apoyarla en sus proyectos sociales.

La década de 1920 fue especialmente positiva en el Parlamento para Lady Astor, realizando varios discursos notables e introduciendo una ley que fue aprobada. Su riqueza y personalidad también atrajeron la atención de las mujeres que participaban en el gobierno. Por otro lado luchó por atraer a más mujeres al servicio civil, a la fuerza policial, a la reforma educativa y a la Cámara de los Lores. Siguió siendo popular en su circunscripción y fue muy querida en los Estados Unidos, pero este período de éxito comenzó a declinar en las décadas siguientes.

## La década de 1930

Nancy Astor (1936).

Este período fue una década de dificultades personales y profesionales para Lady Astor. En 1928 logró una victoria muy ajustada en las elecciones de Plymouth sobre el candidato laborista. En 1931 los problemas se agudizaron cuando Bobbie, el hijo de su primer matrimonio, fue arrestado acusado de homosexualidad. Por otro lado, con motivo de la derrota del equipo nacional de críquet de Inglaterra frente al de Australia, Lady Astor realizó un discurso impopular afirmando que el alcohol era el responsable de la derrota provocando el rechazo de los jugadores ingleses y australianos a su discurso. Permaneció sin embargo impasible ante su creciente impopularidad casi hasta el final de su carrera.
En estos años de dificultad Lady Astor mantuvo una relación amistosa con George Bernard Shaw quien la ayudó con algunos de sus problemas, pero también empeoró otros. Ambos mantenían ideas políticas opuestas y tenían temperamentos muy diferentes sin embargo a él le gustaba su inconformismo y ella admiraba su faceta de escritor. La tendencia de Shaw a hacer declaraciones controvertidas la colocó en situaciones complicadas.

Después del arresto de Bobbie, el hijo de Lady Astor, Shaw la invitó a acompañarlo en su viaje a la Unión Soviética y aunque le fue positivo para alejarse de las preocupaciones también constituyó un golpe para la carrera política de Lady Astor. Durante el viaje Shaw realizó varias declaraciones elogiando la Rusia de Iósif Stalin, mientras Astor a menudo desaparecía de la vista pública porque no aprobaba el comunismo. Llegó incluso a preguntarle directamente a Stalin por qué había matado a tantos rusos, pero muchas de sus críticas fueron convertidas por los traductores en declaraciones inofensivas, lo que llevó a muchos políticos conservadores a temer que se hubiera “suavizado” frente al comunismo. Por otro lado los elogios de Shaw a la Unión Soviética hacían que el viaje pareciera una plataforma para la propaganda soviética y la presencia de Lady Astor se volvió incómoda para los Tories.

## Acusada de simpatizante del movimiento nazi
El declive de la imagen de Lady Astor se aceleró con el ascenso del nazismo. Aunque Lady Astor había criticado a los nazis por devaluar la posición de las mujeres en Alemania, también se mostró completamente opuesta a la idea de otra Guerra Mundial. Varios de sus amigos y asociados, especialmente el Marqués de Lothian, participaron en la política de apaciguamiento hacia Alemania; este grupo sería conocido como “Cliveden set”. El término fue utilizado por primera vez en The Week, un periódico dirigido por el radical Claud Cockburn, pero con el tiempo los ataques se hicieron más elaborados. El Cliveden set era considerado como un grupo de apaciguamiento, una sociedad que dirigía la nación en secreto, o incluso como una cabeza de puente para el nazismo en Gran Bretaña. Algunos políticos consideraban a Lady Astor como la mujer de Adolf Hitler en Gran Bretaña, y algunos fueron tan lejos como para afirmar que tenía poderes hipnóticos.

Lady Astor mantuvo una estrecha amistad con Joseph P. Kennedy, Sr., y la correspondencia entre ellos se encuentran numerosos comentarios antisemitas. Edward Renehan afirma:
 Tan anticomunistas como antisemitas, Kennedy y Astor consideraban a Adolf Hitler una solución bienvenida para estos dos “problemas del mundo” (frase de Nancy)…Kennedy le contestó que esperaba que la “prensa judía” de los Estados Unidos se iba a convertir en un problema, que los “expertos judíos de Nueva York y Los Ángeles” ya estaban haciendo ruido para “prender la mecha del mundo”.
Sin embargo, la conexión real de Lady Astor con políticas antisemitas o pronazis es discutible. En ocasiones Lady Astor se reunió con oficiales nazis de acuerdo con la política de Neville Chamberlain y efectivamente le desagradaba y desconfiaba del Secretario de Asuntos Exteriores (y posteriormente primer ministro) Anthony Eden, de quien afirmaba que cuanto más lo veía más segura estaba de que nunca sería un Benjamin Disraeli. Le dijo a un oficial nazi, que más tarde resultó que estaba actuando contra el gobierno nazi desde el interior, que apoyaba el rearmamento de Alemania, porque en su opinión ese país “estaba rodeado de católicos”. También le dijo a Joachim von Ribbentrop, el embajador alemán que posteriormente sería ministro de Asuntos Exteriores de Alemania, que Adolf Hitler se parecía demasiado a Charlie Chaplin para que lo tomaran en serio. Esta afirmaciones son las únicas anécdotas documentadas de simpatía nazi dirigidas hacia interlocutores nazis.

A Lady Astor no parecía importarle el hecho de que muchas de sus afirmaciones públicas le provocaran dificultades. Se volvió cada vez más crítica en sus sentimientos anticatólicos y anticomunistas. Después del Pacto de Múnich, que significó el fin de Checoslovaquia, dijo que los refugiados checos que huían de la opresión nazi eran comunistas, y que deberían buscar asilo entre los soviéticos y no entre los británicos. Incluso quienes apoyaban el apaciguamiento de Alemania consideraban que estas declaraciones estaban fuera de lugar, pero el marqués de Lothian la animó en su actitud. El marqués atacó al Papa por no apoyar la anexión de Austria por parte de Alemania en 1938 y sus palabras influyeron en Lady Astor en muchos sentidos.

## Segunda Guerra Mundial
Cuando estalló la Guerra Mundial, Lady Astor admitió que había cometido errores, e incluso votó en contra del gobierno Chamberlain, pero su hostilidad hacia sus adversarios permaneció. Su pérdida de credibilidad fue creciendo y algunos la llamaban “La Honorable Parlamentaria por Berlín”. Además sus capacidades menguaban con la edad. Su miedo cada vez más obsesivo al catolicismo la llevó a hacer un discurso sobre su creencia en la existencia de una conspiración católica para subvertir el voto emigrante. Su odio hacia el comunismo continuó e insultó el papel de Iósif Stalin como aliado durante la guerra. Sus discursos se volvieron inestables e incomprensibles e incluso sus enemigos se lamentaban de que debatir con ella era como “jugar al squash con un plato de huevos revueltos”. Lady Astor se había convertido más en una broma que en un adversario para sus enemigos.
El período entre 1937 y 1945 fue especialmente traumático para Lady Astor a nivel personal. En el período entre 1937-1938 su hermana Phillys y su único hermano superviviente murieron. En 1940 también murió su gran amigo y consejero espiritual Lord Lothian. Aunque su influencia había terminado por tener un efecto negativo sobre ella, había sido su amigo más estrecho. La esposa de George Bernard Shaw también murió dos años después. Durante la guerra Lady Astor se peleó con su marido por el chocolate y poco después Lord Astor sufrió un ataque al corazón. Se produjo un distanciamiento con su marido posiblemente debido a los efectos de su discusión y los problemas de salud del vizconde. Volvió a convertir su mansión en un hospital para soldados canadienses, pero mostró abiertamente su preferencia por los veteranos de la Primera Guerra Mundial.

Por lo general se cree que fue Lady Astor, quien, durante un discurso en la Segunda Guerra Mundial, se refirió a los hombres del 8.º ejército que luchaban en Italia como los “desertores del día D”. En su discurso afirmaba que esos soldados habían recibido un destino fácil y estaban evitando la “guerra de verdad” en Francia. Los soldados Aliados destacados en Italia se enfurecieron tanto que el Mayor Hamish Henderson de la 51.ª División de las Highlands compuso una hiriente y sarcástica canción a partir de la melodía de la famosa canción alemana Lili Marleen (popularizada en inglés por Marlene Dietrich) llamada La balada de los Desertores del Día D. Una estrofa de la canción dice: Querida Lady Astor, creemos que usted sabe mucho de la guerra/De pie en su escaño y contando mierda/Usted es el bombón y el orgullo de Inglaterra;/creemos que su boca también está llorando por nosotros./Se lo dedicamos sus “Desertores del Día D” desde la soleada Italia. 
Lady Astor también realizó una declaración desafortunada sobre las tropas que participaron en la Campaña de Birmania, diciendo a la gente que “tuviera cuidado con los hombres de patas de cuervo”. Era una alusión a las líneas blancas que a menudo rodeaban los ojos de los soldados blancos en climas cálidos, debido a que tenían que entrecerrar los ojos frente a la brillante luz del sol que bronceaba el resto de sus caras. Los soldados del 14.º ejército del Reino Unido se divirtieron ante semejante atención y comenzó a rumorearse que el prejuicio de Lady Astor hacia ellos era debido a que un oficial de servicio del 14.º ejército había dejado embarazada a la hija de Lady Astor o la había infectado con una enfermedad de transmisión sexual.

## Últimos años

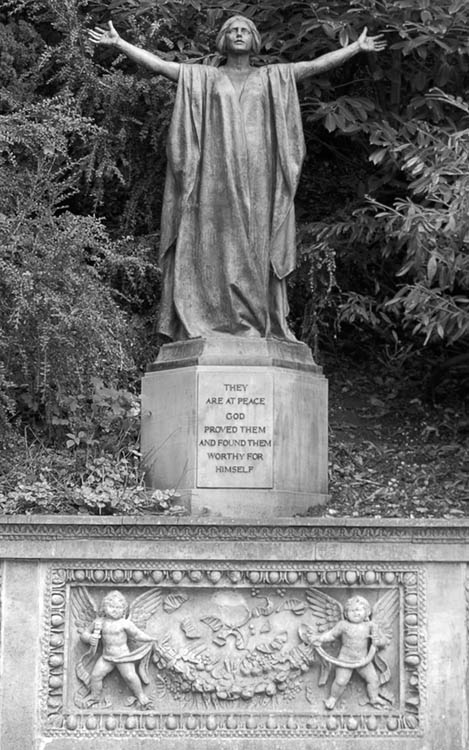
Una estatua en Cliveden, sobre 42 piedras grabadas dedicadas a los muertos de la Primera Guerra Mundial. La figura de Sir Bertram MacKennal's representa a Canadá y supuestamente fue modelada por Lady Astor.

Los últimos años de Lady Astor fueron un período de declive personal que no supo aceptar. Culpaba a su partido y a su marido por el hecho de haberse visto obligada a retirarse de la política en 1945. Los Tories consideraban que se había convertido en un estorbo en los últimos años de la Segunda Guerra Mundial y su marido se negó a apoyarla en una nueva reelección. Ella aceptó, irritada y furiosa, según sus contemporáneos.

En un discurso conmemorando sus 25 años en el Parlamento, afirmó que había sido obligada a retirarse y que los hombres británicos podían estar contentos. El matrimonio Astor comenzó a viajar y a vivir separadamente. Lord Astor también comenzó a tener simpatías izquierdistas en sus últimos años, lo que exacerbó las diferencias con su esposa. Sin embargo, la pareja se reconcilió antes de la muerte de Lord Astor el 30 de septiembre de 1952.

La imagen pública de Lady Astor también se deterioró durante este período. Sus opiniones en cuestiones raciales estaban cada vez más alejadas de la realidad cultural, y no dejó de expresar su creciente paranoia hacia las minorías étnicas. En una ocasión afirmó que el presidente de los Estados Unidos se había vuelto demasiado dependiente de la ciudad de Nueva York. Para ella, esa ciudad representaba las influencias “judías y extranjeras” que tanto temía. Durante su viaje a los Estados Unidos les dijo a un grupo de estudiantes afroamericanos que debían aspirar a ser como los sirvientes negros que ella recordaba de su juventud. En un viaje posterior les dijo a los miembros afroamericanos de una iglesia que deberían estar agradecidos a la esclavitud porque les había permitido conocer el cristianismo. En Rodesia dijo orgullosamente a los líderes del gobierno de la minoría blanca que era la hija de un propietario de esclavos.
A partir de 1956 Lady Astor se quedó cada vez más sola. Todas sus hermanas habían muerto, su amiga Ellen Wilkinson había muerto en 1947, George Bernard Shaw murió en 1950. Su hijo Bobbie se volvió cada vez más combativo y a la muerte de su madre se suicidó. Su hijo Jakie se casó con una destacada mujer católica, lo que dañó su relación con su madre, y sus otros hijos se distanciaron de ella. Irónicamente, estos sucesos la hicieron más comprensiva y comenzó a aceptar católicos en su círculo de amistades. Sin embargo, sus años finales fueron solitarios. Lady Astor murió en 1964 en casa de su hija en Grimsthorpe en Lincolnshire. Fue enterrada en Buckinghamshire, Inglaterra.

## Citas
Muchas de sus citas más conocidas son indicativas de sus opiniones personales y políticas hacia el feminismo, la abstinencia y el conservadurismo; otras son simplemente cómicas. Sin embargo, al ser famosa por su ingenio, en ocasiones se le atribuyen declaraciones sin pruebas concluyentes de las afirmaciones fueran suyas. Entre algunas de las declaraciones que se le atribuyen destacan:
- Me casé por debajo de mis posibilidades. Todas las mujeres lo hacemos.
- Me niego a admitir que tengo más de 52 años, aunque eso haga a mis hijos ilegítimos.
- Ya de paso también me gustaría decir que la primera vez que Adán tuvo la oportunidad le echó la culpa a una mujer.
- Mi vigor, vitalidad y descaro me repelen. Soy la clase de mujer de la que huyo.
- Una razón por la que no bebo es porque deseo saber cuándo me lo estoy pasando bien.
- Los pioneros pueden ser figuras destacadas, pero a menudo están solos.
- La verdadera educación debería educarnos para ser algo mejor; en un egoísmo que nos una a la humanidad.
- Los principales peligros de esta vida son las personas que quieren cambiarlo todo…o nada.
- Lo único que me gusta de la gente rica es su dinero.
- La pena del éxito es que la gente que te asombraba ahora te aburre.
- Las mujeres tienen que hacer el mundo más seguro para los hombres ya que los hombres lo han hecho tan inseguro para las mujeres.
- Nosotras, las mujeres, hablamos demasiado, pero ni siquiera así decimos la mitad de lo que sabemos.
- ¿Me estoy muriendo o es mi cumpleaños?

Sin embargo, quizás las citas más famosas procedan de los supuestos diálogos entre Lady Astor y Winston Churchill, pero como las citas anteriores, no están bien documentados y pueden no ser atribuibles. Entre algunos ejemplos se cuenta que en una ocasión supuestamente Churchill le dijo a Lady Astor que tener una mujer en el Parlamento era tan molesto como tener una intrusa toquiteándole en el baño, a lo que ella replicó: "Usted no es tan atractivo como para tener que preocuparse por eso." También se dice que en una ocasión Lady Astor respondió a la pregunta de Churchill sobre qué disfraz debería llevar él en un baile de disfraces diciéndole: "¿Y por qué no viene sobrio, Primer Ministro?". Posiblemente la más famosa de esas anécdotas fue la ocasión en la que Lady Astor le dijo a Churchill: "Si usted fuese mi marido, le envenenaría el té." A lo que Churchill respondió: "Señora, si usted fuera mi esposa, ¡me lo bebería!"
Una de las anécdotas más famosas supuestamente ocurridas entre Lady Astor y Churchill es la siguiente: "Winston, está borracho." A lo que Churchill respondió: "Y usted, señora, es fea. Pero yo, por la mañana, estaré sobrio." La anécdota realmente ocurrió entre Churchill y Bessie Braddock, una parlamentaria laborista.

## Hijos
1. Robert Gould Shaw III (1898–1970)
2. William Waldorf Astor, 3.º Vizconde Astor (1907–1966)
3. Nancy Phyllis Louise Astor (1909–1975)
4. Francis David Langhorne Astor (1912–2001)
5. Michael Langhorne Astor (1916–1980)
6. John Jacob Astor (1918–2000)

## Reconocimientos póstumos
En 2019 se conmemoró en Plymouth el centenario de la fecha en la que por primera vez una mujer ocupó un escaño en el Parlamento Británico destacando el legado de Nancy Astor.  Frente a la que había sido su casa en Plymouth una estatua en bronce de Nancy Astor diseñada por la escultora Hayley Gibbs y financiada colaborativamente recuerda a esta pionera de la política. "Hace cien años, Nancy Astor cambió la democracia británica para siempre y para mejor. Además de ser un monumento a una mujer valiente, espero que esta estatua inspire a personas de todos los orígenes a dar un paso al frente y participar de lleno en la vida pública" señaló la ex primera ministra Theresa May mientras desvelaba la obra.